# Crimona grisalba
Crimona grisalba är en fjärilsart som beskrevs av Köhler 1979. Crimona grisalba ingår i släktet Crimona och familjen nattflyn. Inga underarter finns listade i Catalogue of Life.